# Hendrick Terbrugghen

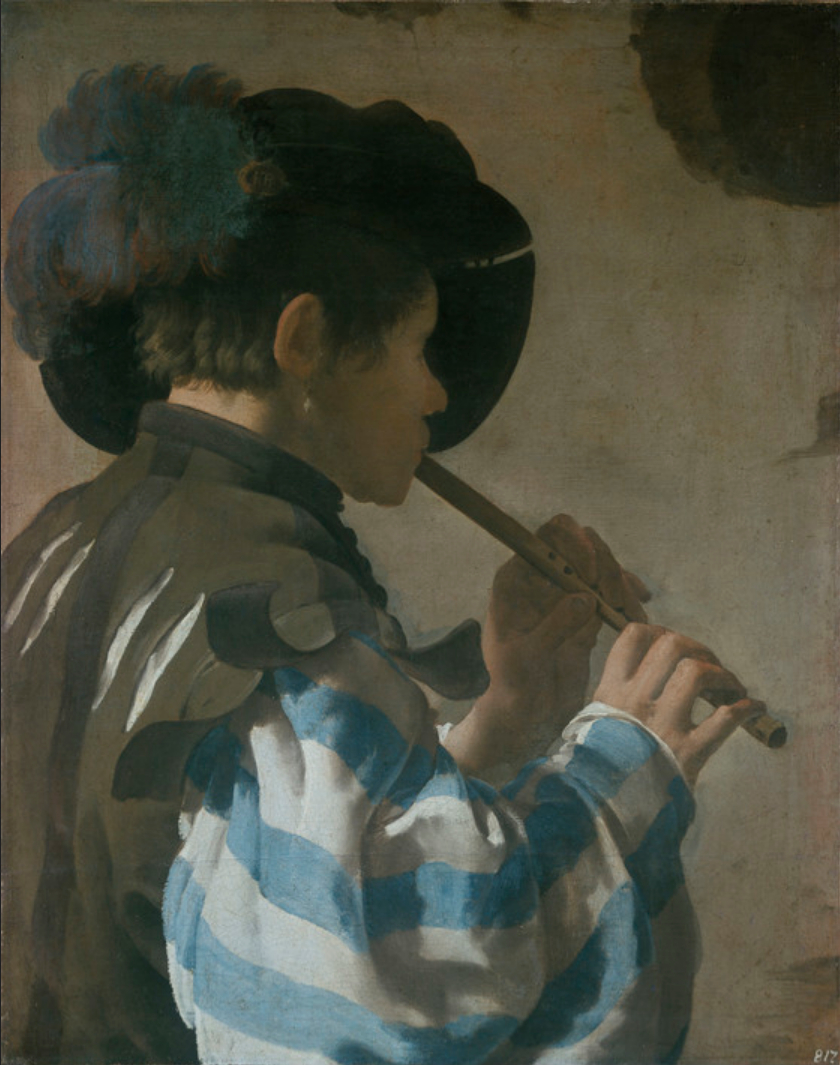
Hendrick Terbrugghen – ”Flöjtspelaren” (cirka 1624). Gemäldegalerie, Kassel.

Hendrick Terbrugghen, född 1588 i Deventer, död 1 november 1629 i Utrecht, var en nederländsk målare. Han var en av de ledande medlemmarna av Utrechtskolan.

## Biografi
Efter studier för Abraham Bloemaert reste Terbrugghen 1604 till Italien och bosatte sig sedan i Utrecht. I Italien inspirerades han av bland andra Caravaggio och dennes chiaroscuro.
Terbrugghen målade i huvudsak bibliska scener och genrebilder, men också porträtt. Hans subtila ljus- och färgstudium blev en utgångspunkt för Vermeer van Delft.  Terbrugghen är representerad vid bland annat Göteborgs konstmuseum.